# Acacia ficoides
Acacia ficoides é uma espécie de leguminosa do gênero Acacia, pertencente à família Fabaceae.